# Sosnowiec Środula
Ten artykuł dotyczy przyszłego wydarzenia. Informacje w nim zawarte mogą się zmienić wraz z pojawieniem się nowych faktów, a początkowe doniesienia mogą być niepewne. Ostatnie aktualizacje tego artykułu mogą nie odzwierciedlać najbardziej aktualnych informacji.
Sosnowiec Środula – budowany przystanek osobowy w dzielnicy Środula w Sosnowcu w województwie śląskim w Polsce. 

## Historia
Pierwsza koncepcja budowy przystanku o nazwie Sosnowiec Środula powstała w ramach Kolei Ruchu Regionalnego i zakładała lokalizację przystanku na ulicy chemicznej, mającego na celu skomunikowanie dzielnicy Środula oraz zakładów włókienniczych Intertex. Przystanek miał być zlokalizowany na osobnej linii kolejowej Dąbrowa Górnicza – Katowice, dedykowanej ruchowi aglomeracyjnemu, której budowa miała zostać zrealizowana w ramach zadania 2 w latach 1998−2002. Z uwagi na odcięcie w 1992 roku finansowania budowy Kolei Ruchu Regionalnego do realizacji prac nad tym etapem nigdy nie przystąpiono, w związku czym nie podjęto budowy przystanku.
Do koncepcji budowy przystanku powrócono wraz z przystąpieniem do realizacji zadania „Prace na podstawowych ciągach pasażerskich (E30 i E65) na obszarze Śląska etap 1: Linia E65 na odc. Będzin – Katowice – Tychy – Czechowice-Dziedzice – Zebrzydowice”, mającego na celu przebudowę układu torowego katowickiego węzła kolejowego. 28 lutego 2019 roku przygotowano projekt przebudowy szlaku Będzin – Katowice, w ramach którego zaprojektowano przystanek posiadający po dwa perony jednokrawędziowe, zlokalizowane po obu stronach linii ruchu aglomeracyjnego, pośrodku której biegnie linia kolejowa nr 1. Mimo ukazania w wykazie PKP PLK na linii kolejowej nr 1 posterunku ekspedycyjnego, projekt nie przewiduje budowy peronów przystanku na tej linii. Założeniem projektu jest likwidacja przejazdu kolejowo-drogowego między ulicą Chemiczną a Staszica i Piotrkowską, który zostanie zastąpiony nowym przejściem podziemnym dla pieszych i na którego miejscu zakładana jest budowa peronu 2.
9 października 2023 roku zawarto z ZUE umowę na budowę przystanków Sosnowiec Środula oraz Katowice Morawa w związku z rozbudową linii kolejowej nr 659 i przebudową układu torowego w ramach zadania „Prace na podstawowych ciągach pasażerskich (E30 i E65) na obszarze Śląska, Etap I: linia E65 na odc. Będzin – Katowice – Tychy – Czechowice-Dziedzice – Zebrzydowice”. Rozpoczęcie budowy przystanku nastąpiło 11 grudnia 2023 roku.